# Большой колючехвост
Большой колючехвост (лат. Hirundapus giganteus) — вид птиц семейства стрижиных.

## Описание
Очень крупные стрижи, длина тела составляет 21—26,5 см, с широкими крыльями, широкой головой и спиной. Обладают коротким вильчатым хвостом, в котором внешние рулевые перья могут на 11,5 мм выступать по сравнению с центральной частью хвоста. Оперение сверху чёрно-коричневое с бледно-коричневым седлом, снизу — темно-коричневое с заметно более светлым горлом. Подхвостье и бока формируют хорошо заметную белую «подкову». У молодых особей окраска кончиков рулевых перьев хвоста более светлая, чем у взрослых птиц, а на «подкове» встречаются коричневые перья.
У подвида H. g. indicus крылья в среднем короче, чем у номинального, область над клювом беловатая, но менее заметная у молодых особей.
Масса тела — 123—167 г.
Звуковые сигналы большого колючехвоста представляют собой высокую трель, за которой следует несколько коротких сигналов. Также включают тонкий писк «chiek» и повторённый два-три раза «cirrweet». В целом звуковые сигналы данного таксона напоминают вокализацию других представителей рода.

## Распространение
Площадь ареала составляет 11 700 000 км² и включает территорию таких стран как Бангладеш, Бруней, Камбоджа, Индия, Индонезия, Лаос, Малайзия, Мьянма, Таиланд, Вьетнам, Сингапур и Шри-Ланка, случайные птицы долетают до Филиппин.
В Таиланде места обитания большого колючехвоста включают долины с высотой над уровнем моря до 1800 метров. Птицы предпочитают девственные леса, но около озёр и рек могут селиться и во вторичном лесу. В национальном парке Мудумалай в Индии птиц видели во влажном лиственном лесу. Потеря естественной среды обитания в некоторых регионах, а именно крупных деревьев, в дуплах которых птицы предпочитают откладывать яйца, может означать сокращение популяции. Между тем, Международный союз охраны природы относит большого колючехвоста к видам, вызывающим наименьшие опасения.
Возможно, общая численность представителей данного вида недооценена. Первые отметки во Вьетнаме относятся к 1988 и 1991 годам в центральной и северной части горного хребта Чыонгшон, соответственно. В центральном и южном Лаосе птицы обитают круглый год и довольно многочисленны, хотя ранее отмечались только на северо-востоке страны. Птицы водятся в таких охраняемых территориях как национальный парк Индиры Ганди в Индии, Кхауяй в Таиланде, Таман-Негара в Малайзии и Кукфыонг во Вьетнаме.
Номинальный подвид ведёт оседлый образ жизни, в то время как подвид H. g. indicus может осуществлять сезонные миграции. Его представители зимуют на полуострове Малакка и, возможно, островах Калимантан и Суматра. На последнем птиц фиксировали в промежутке с сентября по май.

## Питание
Основу рациона большого колючехвоста составляют жесткокрылые (Coleoptera), полужесткокрылые (Hemiptera), прямокрылые (Orthoptera) и перепончатокрылые (Hymenoptera) (исследования проводились для подвида H. g. indicus).
Птицы часто питаются вместе с другими колючехвостыми стрижами. Они летают над пологом леса, в особенности предпочитают ловить насекомых над водной поверхностью.

## Размножение
Сезон размножения в штате Керала на юге Индии продолжается с февраля по апрель. Гнёзда одиночные, дно выложено сухими листьями и соломой. Птицы не занимают постройкой гнезда, а формируют его, используя готовые полости в дереве на высоте около 15 метров с естественно образованным или выдолбленным дятлами входом. В Сингапуре для гнезда использовались мёртвые деревья Shorea curtisii, представителя рода шорея.
Размер кладки составляет 3—4 яйца, иногда пять.
Самка может откладывать яйца в среднем на протяжении 8,5 лет.

## Систематика
Вид впервые был описан голландским зоологом Конрадом Якобом Темминком в 1825 году на основе экземпляра, полученного на острове Ява.
Птица находится в близком родстве с Hirundapus celebensis, ранее они считались одним видом. Экземпляр птицы с западной части острова Ява, который ранее считали отдельным видом, или подвидом Hirundapus giganteus ernsti данного таксона, позднее был отнесён к номинальному подвиду Hirundapus cochinchinensis.
В настоящее время Международный союз орнитологов относит большого колючехвоста к роду колючехвостые стрижи (Hirundapus) семейства стрижиных. Различают два подвида:
- Hirundapus giganteus indicus (Hume, 1873) — юго-западная Индия к югу от Гоа, Шри-Ланка, Бангладеш; северо-восточная Индия и далее на восток, Андаманские острова. Возможно, птиц с Андаманских островов следует отнести к отдельному подвиду, так как находятся в промежуточном положении между двумя существующими подвидами.
- Hirundapus giganteus giganteus (Temminck, 1825) — полуостров Малакка, Большие Зондские острова, остров Палаван на юго-западе Филиппин.